# Марийское Текашево
Марийское Текашево — деревня в Менделеевском районе Республики Татарстан. Входит в состав Бизякинского сельского поселения.

## География
Находится в северо-восточной части Татарстана на расстоянии приблизительно 10 км на северо-восток по прямой от районного центра города Менделеевск.

## История
Основана в конце XVIII века. В дореволюционных источниках упоминается также как Текашево, Черемисское Текашево. До 1860-х гг. жители относились к тептярскому сословию. Основные занятия жителей в этот период – земледелие и скотоводство, была распространена поденная работа, извоз.
В начале XX в. земельный надел сельской общины составлял 434,3 десятины.
Постоянное население составляло 26 человек (татары 27 %, мари 73 %) в 2002 году, 21 в 2010, 24 в 2017 (марийцы). 

## Население
| 1859 | 1887 | 1905 | 1920 | 1926 | 1938 | 1949 | 1958 | 1970 | 1979 | 1989 | 2002 | 2010 | 2017 |
| ---- | ---- | ---- | ---- | ---- | ---- | ---- | ---- | ---- | ---- | ---- | ---- | ---- | ---- |
| 58   | 47   | 72   | 333  | 336  | 100  | 90   | 105  | 108  | 60   | 27   | 26   | 21   | 24   |

Национальный состав: 2002 - мари (73%), татары (27%); 2017 - марийцы (без указания %). 

## Административная принадлежность
До 1921 г. деревня входила в Кураковскую волость Елабужского уезда Вятской губернии. С 1921 г. в составе Елабужского, с 1928 г. – Челнинского кантонов ТАССР. С 10 августа 1930 г. – в Бондюжском, с 20 января 1931 г. – в Елабужском, с 10 февраля 1935 г. – в Бондюжском, с 1 февраля 1963 г. – в Елабужском, с 15 августа 1985 г. в Менделеевском районах.
Ныне входит в состав Бизякинского сельского поселения.

## Образование и культура
В 1951–1975 гг. работала начальная школа. Имеется обустроенный родник.